# Dendrelaphis formosus
Espèce
Synonymes
- Dendrophis formosa Boie, 1827

Statut de conservation UICN

 LC  : Préoccupation mineure
Dendrelaphis formosus est une espèce de serpents de la famille des Colubridae.

## Répartition
Cette espèce se rencontre :
- sur l'île de Bornéo ;
- au Brunei ;
- en Indonésie ;
- en Malaisie ;
- à Singapour ;
- en Thaïlande.

Contrairement à ce que pourrait laisser son nom, cette espèce n'est pas présente à Taïwan (dont l'ancien nom français était Formose).

## Description

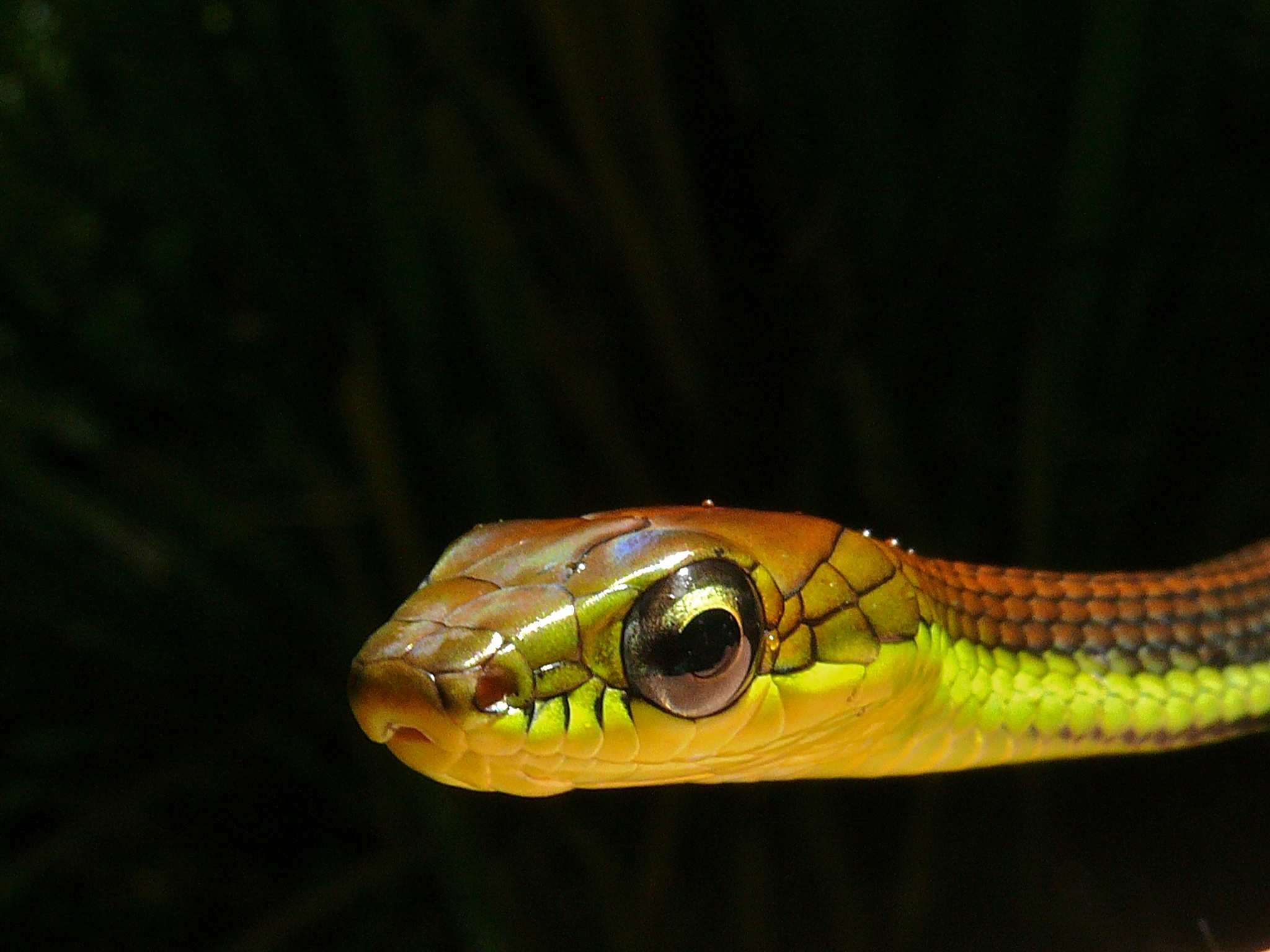

Dendrelaphis formosus est un serpent arboricole diurne. Cette espèce mesure jusqu'à 140 cm. Son corps très fin. Ses yeux sont très grands avec un diamètre d'environ la moitié de l'épaisseur de sa tête. Le dessus de son dos et de sa tête est brun. Ses flancs sont jaune-verdâtre à vert pâle brillant. Une rayure noire, séparant la couleur brune du dessus du vert des côtés, s'étend de l'extrémité du museau jusqu'à une bonne partie de ses flancs et traverse l’œil. Cette espèce peut facilement être confondue avec Dendrelaphis cyanochloris.

## Publication originale
- Boie, 1827 : Bemerkungen über Merrem's Versuch eines Systems der Amphibien, 1. Lieferung: Ophidier. Isis von Oken, Jena, vol. 20, p. 508-566 (texte intégral).